# Polgári törvénykönyv
A Polgári törvénykönyv (Magyarországon a rövidítése: Ptk.) egy polgári jogi kódex, amely a mellérendeltség és egyenjogúság elve szerint szabályozza a személyek alapvető vagyoni és személyi viszonyait. Hazánkban jelenleg a 2013. évi V. törvény van hatályban, ez tartalmazza a törvénykönyv szövegét. A Polgári Törvénykönyvről szóló 2013. évi V. törvény az 1959. évi IV. törvény felváltására született, 2013. február 11-én fogadta el az Országgyűlés és 2014. március 15-én lépett hatályba.
2016 júniusában az Országgyűlés elfogadta a Polgári Törvénykönyv módosításáról szóló törvényjavaslatot. Ennek keretében jelentősen átalakult a zálogjog, változtak a szülőtartás, az értékpapírjog és a gazdasági társaság vezető tisztségviselője felelősségének egyes szabályai.

## Intézménytörténet
Magyarországon az első, magánjogi kérdéseket is szabályozó kódex a Werbőczy István-féle Tripartitum (Hármaskönyv) volt, amely 1514-ben íródott, és szokásjogi ereje volt, lévén sohasem iktatták törvénybe. Hosszú évszázadokig tekintettek rá hivatkozási alapként, míg 1848-ban a forradalmi törvényhozás végleg elavultnak nem nyilvánította. Ezt követően 1852-ben hatályba léptették az osztrák polgári törvénykönyvet (Optk.), mely aztán az idők folyamán több korszerűsítésen ment át. Folyamatban volt egy új, magyar törvénykönyv megalkotása is, de 1900-tól 1928-ig csak a tervezetek készültek el. 1928-ban például az V. tervezet, az úgynevezett „Magánjogi törvényjavaslat”, amely ugyan szintén nem lett törvényerejű, mégis sokáig hivatkozási alap volt. Törvényerőre csak 1959-ben emelkedett, amikor elfogadták az első magyar polgári törvénykönyvet, amely azóta számtalan módosításon ment át. Átfogó korszerűsítése folyamatosan napirenden volt, és a 2000-es évek elején megkezdődött az újabb kodifikáció. Ennek első kézzelfogható eredménye a 2009. évi CXX. törvény (az ún. „Vékás-kódex”) volt, mely azonban, bár kihirdetésre került, végül soha nem lépett hatályba. Újraindult a jogalkotási folyamat, főként elvi kérdések mentén, és ennek eredménye lett az új Ptk., amely 2014-ben lépett hatályba.

### Jelentősebb változások 2014-ben
A 2014-ben hatályba lépett törvénykönyv a korábbi, 1960 óta hatályos változat szövegének körülbelül felét őrizte meg, negyedét korrigálta, negyedrészben pedig lényegileg megváltozott, új tartalmat kapott.
Az új Polgári Törvénykönyv jelentős változásokat vezetett be a polgári jogban. Ezek közül az egyik legfontosabb, hogy a társasági jogi szabályokat a gazdasági társaságokról szóló 2006. évi IV. törvény helyett ettől fogva a Ptk. foglalja magába.
Változtak a társasági jogi szabályok is, a törvénykönyv többek között megengedi a társasági jogtól való eltérést olyan esetekben, amikor törvény kifejezetten nem tiltja. A módosítások szerint vezető tisztségviselők nehezebben mentesülhetnek kárfelelősségük alól, illetve az ügyvezetők tiltakozhatnak egymás tevékenysége ellen, a tiltakozás elmulasztása pedig számonkérhető. Az ügyvezetők felelőssége jelentősen növekedett az új törvénnyel, mivel a jogi személy vezető tisztségviselője az ilyen minőségben másnak okozott kárért a jogi személlyel egyetemlegesen felel.
A szerződési jog is módosult, elsősorban a szerződésszegéssel okozott károkért fennálló felelősség szabályozásában végeztek a jogalkotók komolyabb módosításokat. Megjelentek különféle speciális szerződési formák (franchise, faktoring, pénzügyi lízing), és a jogszabály egyben létrehozta a Magyar Országos Közjegyzői Kamara (MOKK) által működtetett hitelbiztosítéki nyilvántartást, amelybe ezeket a szerződéseket be kell vezetni.
A családjog is változott, a korábban önálló családjogi törvényt beépítették a Ptk.-ba. A legkomolyabb változások a gyermekek elhelyezését, a szülői felügyeletet, házassági vagyonjogot érintették.
Változtatások léptek életbe emellett az öröklési jogban, a személyiségi jogok terén is.

## Jelentősebb változások 2016-ban
2016-ban a Polgári törvénykönyv módosításáról az alábbi törvényeket fogadta el az Országgyűlés:
- 2016. évi I. törvény A Polgári Törvénykönyvről szóló 2013. évi V. törvény hatálybalépésével összefüggő átmeneti és felhatalmazó rendelkezésekről szóló 2013. évi CLXXVII. törvény módosításáról
- 2016. évi LXXVII. törvény A Polgári Törvénykönyvről szóló 2013. évi V. törvény módosításáról

## Alapelvei

### Az autonóm mozgástér védelmének elve
A Ptk. kimondja, hogy a törvény védi a személyek vagyoni és személyhez fűződő jogait, továbbá törvényes érdekeit. Ez mozgásteret biztosít a személyek részére, melyet az állam biztosít, azzal, hogy az érdekérvényesítést a kényszer útján is végrehajthatja. A törvényben biztosított jogok védelme az állam minden szervének kötelessége. Érvényesítésük – ha törvény másként nem rendelkezik – kizárólag bírósági útra tartozik. Az új Ptk. a törvény céljában definiálja ezt az alapelvet: a Ptk. a mellérendeltség és egyenjogúság elve szerint szabályozza a személyek alapvető vagyoni és személyi viszonyait.

### A jogfejlesztő értelmezés elve
Az 1959-es Ptk. szerint a polgári jogi viszonyokat szabályozó jogszabályokat – ha eltérően nem rendelkeznek – a Ptk. rendelkezéseire figyelemmel kell értelmezni. A törvény rendelkezéseit a régi Ptk. szerint Magyarország gazdasági és társadalmi rendjével, az új Ptk. szerint Magyarország alkotmányos rendjével összhangban kell értelmezni.

### A jóhiszeműség és tisztesség elve
A polgári jogok gyakorlása és a kötelezettségek teljesítése során a felek a jóhiszeműség és a tisztesség követelményeinek megfelelően kötelesek eljárni. Az új Ptk. ezt kiegészíti azzal, hogy a jóhiszeműség és tisztesség követelményét sérti az is, akinek joggyakorlása szemben áll olyan korábbi magatartásával, amelyben a másik fél okkal bízhatott.

### Rendeltetésszerű joggyakorlás elve
A Ptk. biztosítja a személyeknek az őket megillető jogok szabad gyakorlását, e jogok társadalmi rendeltetésének megfelelően. Ez a rendelkezés ebben a formában kikerült az új Ptk.-ból.

### A joggal való visszaélés tilalma
A törvény tiltja a joggal való visszaélést. Joggal való visszaélésnek minősül a jog gyakorlása, ha az a jog társadalmi rendeltetésével össze nem férő célra irányul, különösen, ha a nemzetgazdaság megkárosítására, a személyek zaklatására, jogaik és törvényes érdekeik csorbítására vagy illetéktelen előnyök szerzésére vezetne. Az új Ptk. ezt azzal egészíti ki, hogy ha a joggal való visszaélés jogszabály által megkívánt nyilatkozat megtagadásában áll, és ez a magatartás nyomós közérdeket vagy különös méltánylást érdemlő magánérdeket sért, a bíróság a nyilatkozatot ítéletével pótolhatja, feltéve, hogy az érdeksérelem másképpen nem hárítható el.

### Az együttműködés elve
A polgári jogok gyakorlása és a kötelezettségek teljesítése során a felek kölcsönösen együttműködve kötelesek eljárni. Ez az elv az új Ptk.-ban ebben a formában nem szerepel.

### Az elvárható magatartás elve
Ha a Ptk. más esetben szigorúbb követelményt nem támaszt, akkor a polgári jogi viszonyokban úgy kell eljárni, ahogy az az adott helyzetben általában elvárható. Saját felróható magatartására előnyök szerzése végett senki nem hivatkozhat. A másik fél felróható magatartására hivatkozhat az is, aki maga felróhatóan járt el.

## Részei
Az 1959-es Polgári Törvénykönyv több tekintetben csak kiindulási pont volt, rendelkezéseinek tartalmat más jogszabályok adtak. Az új Ptk. azonban egységes magánjogi kódexként készült el, több könyvre bontva.
Eredeti felosztása a következő:
- Bevezető rendelkezések
- A személyek
- A tulajdonjog
- Kötelmi jog
- Öröklési jog
- Záró rendelkezések

Az új Ptk., a 2013. évi V. törvénynek, pedig ezen részekre tagozódik:
- Első könyvBevezető rendelkezések.

- Második könyvAz ember mint jogalany. Négy részre bomlik, 12 címmel.

- Harmadik könyvA jogi személy. Hét részre bomlik, 27 címmel.

- Negyedik könyvCsaládjog. Öt részre bomlik, 16 címmel.

- Ötödik könyvDologi jog. Négy részre bomlik, 13 címmel.

Első részA birtok.
Második részA tulajdonjog.
Harmadik részA korlátolt dologi jogok.
Negyedik részAz ingatlan-nyilvántartás.
- Hatodik könyvKötelmi jog. Négy részre bomlik, 36 címmel.

Első részA kötelmek közös szabályai.
Második részA szerződés általános szabályai.
Harmadik részEgyes szerződések.
Negyedik részFelelősség szerződésen kívül okozott kárért.
- Hetedik könyvÖröklési jog. Hét részre bomlik, 16 címmel.

- Nyolcadik könyvZáró rendelkezések.